# Jamila Vaujour
Ne doit pas être confondu avec Nadine Vaujour.
Jamila Vaujour, née Jamila Hamidi le 14 juin 1969, est une juriste et romancière française.
Elle est connue pour avoir tenté de faire évader à deux reprises Michel Vaujour, surnommé le roi de la cavale à bord d’un hélicoptère.
Elle publie en septembre 2020 La Force d’aimer, qui retrace leur histoire d’amour et évoque le quotidien des femmes en prison.

## Biographie

### Jeunesse et études
Jamila Hamidi naît à la fin des années 1960, de parents d'origine algérienne,. Elle grandit dans une cité HLM, dans un environnement marqué par les difficultés sociales, notamment liées à la prison. Elle a une grande sœur et six frères. L'un d'eux est incarcéré à l'âge de 17 ans à la maison d'arrêt de Fleury-Mérogis, un événement qui marque son enfance. Selon ses propres mots, « À la maison, personne ne s'est senti concerné » par cette situation. Âgée de quatorze ans seulement, elle obtient un permis de visite pour rencontrer son frère au parloir.
Après le mariage de sa sœur, elle décide d'étudier le droit pénal, pour s'émanciper de sa famille enfermée dans la tradition. Elle envisage de devenir gardienne de prison ou juge, dans un désir de comprendre et de lutter contre l'injustice.

### Rencontre avec Michel Vaujour
En 1989, Jamila Hamidi rencontre Nadine Vaujour sur la plateau d'Ex-Libris sur TF1, qui présente son livre, La Fille de l'air. Elle y raconte comment elle a fait évader son mari Michel Vaujour de la prison de la Santé aux commandes d'un hélicoptère, le 26 mai 1986,.
Jamila adhère au Genepi, une association permettant à des étudiants de rendre visite à des détenus en prison et leur donner des cours. Elle contacte Michel Vaujour, condamné à l'isolement à la maison d'arrêt de Fresnes et le rencontre en 1991. Elle souhaite se rendre compte des « conséquences psychologiques » de la détention. En 1996, lors du procès, elle déclare à propos des visites : « Je ne supportais pas sa souffrance. Il butait sur chaque mot. Il avait un regard vraiment spécial. C'est difficile de ne pas être sensible à cela. On se dit: on va l'aider si on peut, même s'il faut pour cela employer des moyens illégaux et faire souffrir d'autres gens. Ne rien faire, ç'aurait été le trahir. »
Ils tombent amoureux l'un de l'autre et elle décide de le faire évader,.

### Tentatives d’évasion et incarcération
Jamila Vaujour tente de faire évader Michel Vaujour deux fois. D'abord en juin 1993 de la maison centrale de Saint-Maur, en Indre-et-Loire, puis en août 1993, de l'hôpital pénitentiaire de Fresnes, dans le Val-de-Marne. Elle prend en otages des pilotes d'hélicoptère. 
Ils sont arrêtés et emprisonnés. Elle reprend ses études pour passer une maîtrise de droit.
Elle est jugée le 12 décembre 1996 par la cour d'assises des Yvelines, avec Michel Vaujour et deux complices. Il déclare avoir tout commandité depuis sa cellule. De son côté, elle assume pleinement la situation, déclarant « Je suis allée jusqu'au bout. Je savais le prix à payer depuis le début. » et refusant d'être considérée comme sous influence. Condamnée à sept ans de détention, elle est libérée au bout de cinq. 

### Mariage
Elle épouse Michel Vaujour, surnommé « le roi de la cavale » en 1999 à la centrale de Moulins-Yzeure, quatre ans avant qu'il ne soit définitivement libéré,.

### La Force d'aimer
Jamila Vaujour publie en 2020 La Force d'aimer aux éditions XO. Elle y retrace leur histoire d’amour et évoque le quotidien des femmes en prison,. 

## Publication
- Jamila Vaujour, La force d'aimer, XO éditions, coll. « XO document », 2020 (ISBN 978-2-37448-153-1)